# Bướm bạc lông
Bướm bạc lông, danh pháp khoa học Mussaenda pubescens, là một loài thực vật có hoa trong họ Thiến thảo. Loài này được Dryand. mô tả khoa học đầu tiên năm 1810.

## Hình ảnh

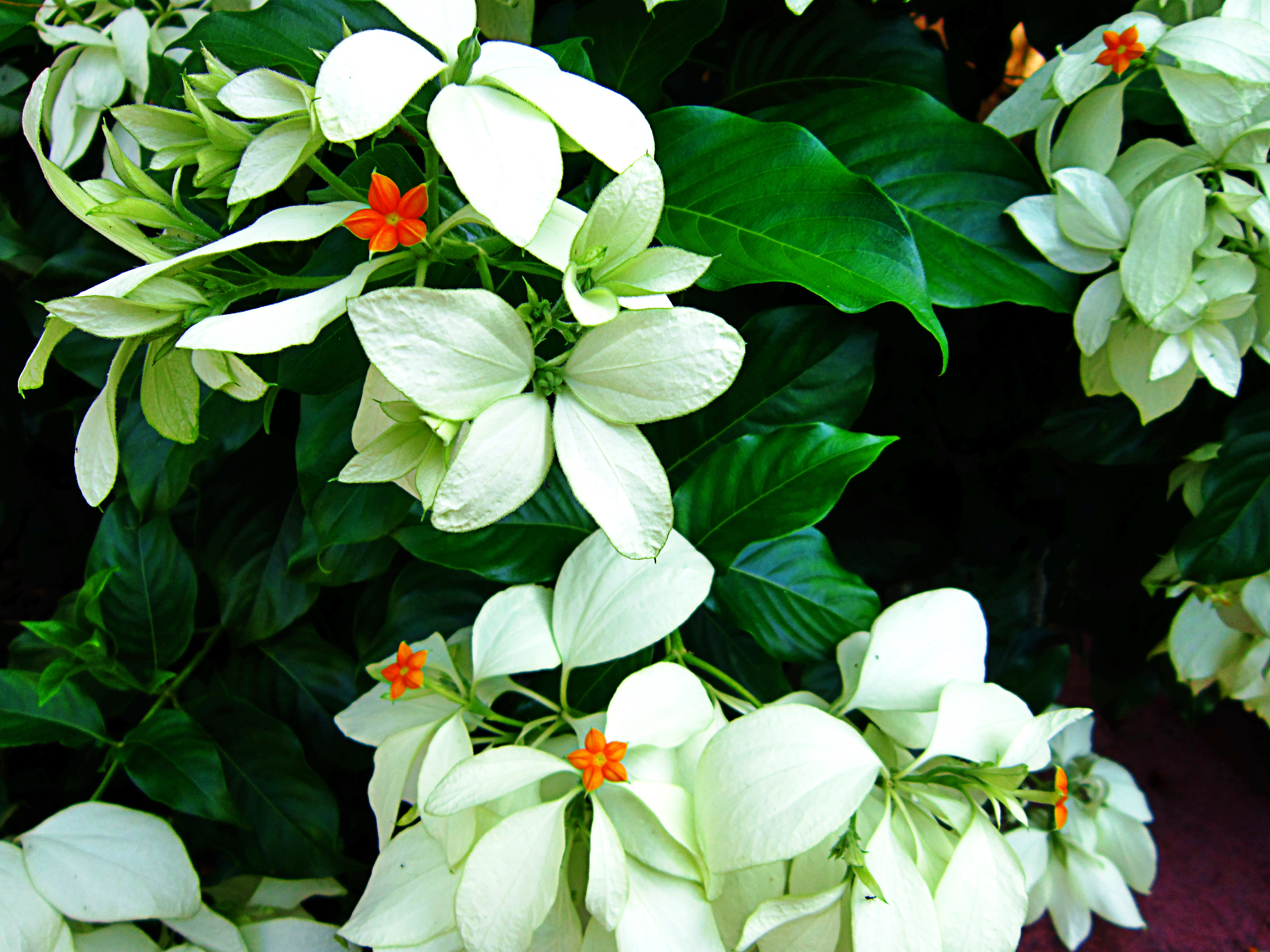